# Verpleegkundig specialist ggz
Een verpleegkundig specialist ggz is sinds 2001 in Nederland iemand die gespecialiseerd is in het verlenen van psychiatrisch-verpleegkundige zorg in de geestelijke gezondheidszorg (ggz).
Hij is vooral geschoold als (verpleegkundig) behandelaar, maar is daarnaast ook opgeleid als (klinisch) onderzoeker, innovator en/of coach. Een verpleegkundig specialist ggz is geregistreerd in het specialistenberoepenregister (artikel 14 Wet BIG) en heeft hiermee een beschermd beroep. Hij is derhalve op te zoeken in het BIG-register.
De driejarige opleiding omvat de tweejarige opleiding tot nurse practitioner (NP) en geeft sinds 2017 het recht tot het voeren van de onderwijsgraad Master of Science (MSc).
De driejarige opleiding tot vs-ggz verschilt van de tweejarige opleiding tot nurse practitioner die door hogescholen wordt verzorgd. Een verpleegkundig specialist ggz wordt op academisch niveau geschoold in wetenschappelijk onderzoek. Verder moet hij innovatieprocessen kunnen opzetten en uitvoeren en hierin collega's kunnen coachen. De driejarige opleiding kan alleen worden gevolgd bij zorginstellingen die daartoe bevoegd zijn. Zij dienen daarvoor te beschikken over een breed ggz-aanbod met een multidisciplinaire personeelsopbouw. Een verpleegkundig specialist in opleiding tot vs-ggz moet op minimaal drie verschillende werkervaringsplekken (bijv. in de acute of ambulante zorg) van de geestelijke gezondheidszorg ervaring hebben opgedaan (in de rol van behandelaar, onderzoeker en innovator) en hierin verschilt de opleiding ook van de tweejarige opleiding tot nurse practitioner.
Verpleegkundig specialisten ggz zijn sinds 2017 werkzaam als regiebehandelaar in de geestelijke gezondheidszorg.